# Lineartaktik

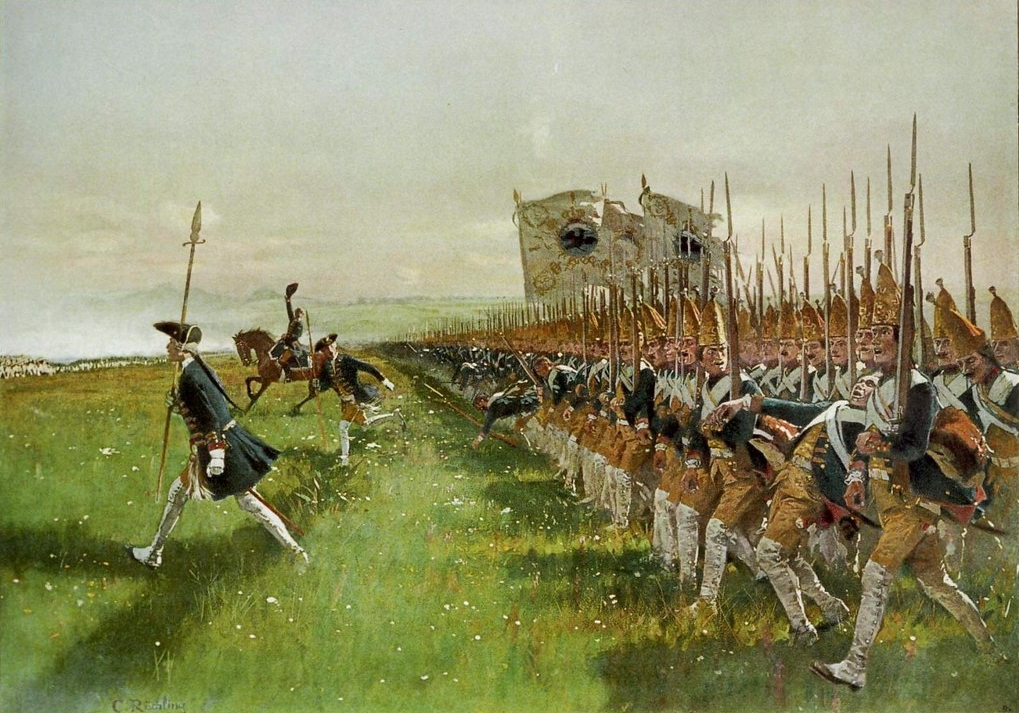
Schlacht bei Hohenfriedberg, Angriff des preußischen Grenadiergardebataillons, 4. Juni 1745, Historiengemälde von Carl Röchling (1855–1920)

Als Lineartaktik (seltener Linientaktik) oder Schlachtreihe wird eine für das 18. Jahrhundert typische Schlachtordnung bezeichnet, bei der die Infanterie in langgezogenen dünnen Linien oder Reihen aufgestellt wurde.

## Entstehung
Vorläufer der Lineartaktik war die allgemeine Haufentaktik des 13. bis 17. Jahrhunderts, bei der die Kämpfer in sogenannten Gevierthaufen aufgestellt wurden. Die Änderung durch die Lineartaktik stand in engem Zusammenhang mit den Veränderungen der Waffentechnik gegen Ende des 17. Jahrhunderts. Das Steinschlossgewehr sowie die Verwendung von Papierpatronen erhöhten die Wirksamkeit der Infanteriegewehre beträchtlich. Die Einführung des Bajonetts machte zudem die Pike überflüssig. Im frühen 18. Jahrhundert waren die Pikeniere daher vollständig durch die Füsiliere ersetzt. Da die Genauigkeit und Reichweite der Steinschlossgewehre ohne gezogenen Lauf relativ gering war, kam es in der Schlacht darauf an, möglichst viele Gewehre gleichzeitig zum Einsatz zu bringen. Deshalb wurden die ehemals tiefer gegliederten Formationen des Fußvolkes (vgl. Treffentaktik) durch weniger tiefe, aber breitere Gefechtsordnungen abgelöst. Außerdem diente die Aufstellung der gesamten Infanterie in langen, zusammenhängenden Linien dazu, die Desertion zum Dienst gepresster Soldaten zu verhindern. Zur Erschwerung der Desertion wurde die Linie dicht und lückenlos gehalten: im Schulterschluss, also Schulter an Schulter. Um die Linie bei Ausfällen durch Getroffene geschlossen zu halten, hatten die Flügelmänner die Aufgabe, nach innen zu drücken. In manchen Fällen wurde diese Aufgabe durch Lieutenants wahrgenommen: Sie hatten die Linie geschlossen zu halten.

## Funktionsweise
Die Infanterie wurde anfangs in Linien zu vier, später in der Regel zu drei Gliedern aufgestellt und gab in geschlossener Formation ein Massenfeuer ab. Kurz dahinter folgte eine zweite solche Formation, das „Zweite Treffen“. Das Vorrücken im Gleichschritt und in ausgerichteten Linien sowie das schnelle Laden und gleichzeitige Schießen auf Kommando wurden durch ständiges Exerzieren erreicht. Anfangs war ein gliederweises Feuern üblich, das heißt, das erste Glied feuerte eine Salve und kniete sich dann nieder, um die Schussbahn für das zweite Glied frei zu machen, und so weiter. Dadurch konnte man die langsame Feuergeschwindigkeit der Vorderlader ausgleichen. Der Nachteil dieser Methode war, dass der Qualm der vorherigen Salve die Sicht versperrte. Deshalb ging man später zur sogenannten „Generalsalve“ der ersten drei Glieder über (der Begriff bezeichnet später auch die gleichzeitige Salve eines ganzen Bataillons). Das vierte Glied konnte nur noch als Reserve dienen und wurde auch bald abgeschafft. Diejenige Seite, die in einer bestimmten Zeit mehr Salven schießen konnte als die andere, war jetzt im Vorteil. Beim Pelotonfeuer gingen nacheinander erst sämtliche ungeraden Pelotons, dann die geraden Pelotons auf das Kommando des Pelotonführers schnell drei große Schritte vorwärts und feuerten je eine Salve. Dazu fiel das erste Glied auf die Knie, das zweite schloss auf, und das dritte rückte rechts in die Lücken. Auf diese Weise kam das Bataillon in der Minute ca. 10 bis 12 Meter voran. Die Feuereröffnung erfolgte bei einem Abstand von etwa 200 Metern zum Gegner. Die hohen Verluste infolge der relativ hohen Feuerkonzentration auf begrenztem Raum führten schließlich fast zwangsläufig zum Bajonettangriff, da die Soldaten darin eine bessere Chance sahen, am Leben zu bleiben.

## Vor- und Nachteile
Die Vorteile der Aufstellung in Linien waren, dass die Hälfte aller Gewehre gleichzeitig eingesetzt werden konnte und dass man bei feindlichem Artilleriefeuer keine große Tiefe bot. Die Schwächen der Lineartaktik bestanden in ihrer Starrheit und ihrer Verwundbarkeit an den Flanken, weshalb in der Regel Kavallerie zur Flügeldeckung verwendet wurde. Oft wurden auch natürliche Hindernisse wie Flüsse, Wälder oder Berge als Flankenschutz benutzt, die in den meisten Schlachtfeldern aber nicht zur Verfügung standen.
Da die Infanteristen am leichtesten in Unruhe gerieten, nachdem sie geschossen hatten, der Feind aber noch nicht, wurden sie darauf gedrillt, erst möglichst spät zu schießen und in das feindliche Feuer hineinzumarschieren. Der Historiker Leonhard Horowski bezeichnet die Lineartaktik als Paradebeispiel dafür, dass „vernünftige Menschen aus gegebenen Bedingungen und absolut logischen Prämissen Verhaltensweisen konstruieren, die für spätere Beobachter ebenso vernünftigerweise nur noch wie der reine Irrsinn aussehen“.

## Schwenkung
Um sich gegebenenfalls den veränderten Verhältnissen in der Schlacht anzupassen, war es bisweilen nötig, die komplette Linie in eine andere Richtung zu bringen. Dazu wurde die Schwenkung ausgeführt (was jedoch nur mit gut ausgebildeten Truppen möglich war). Diese Schwenkung war die Veränderung der Front einer Truppe in Linie, wobei der innere Flügel den Drehpunkt (Pivot) bildet, um den der andere Flügel (der äußere) einen Kreis beschreibt.
Man unterscheidet die Schwenkung auf der Stelle mit festem und die Schwenkung in der Bewegung mit beweglichem Drehpunkt. Die Schwenkung kann sein:
- eine Viertelschwenkung (um 90°)
- eine Achtelschwenkung (um 45°)
- eine Sechzehntelschwenkung (um etwa 22,5°)

Generell gibt es Schwenkungen in beliebigem Winkel bei Änderungen der Marschrichtung.

## Höhepunkt und Ende
Ihren Höhepunkt erreichte die Lineartaktik während des Siebenjährigen Krieges (1756 bis 1763). Hier wandte der preußische König Friedrich II. die sogenannte schiefe Schlachtordnung an, bei der der gegnerische Flügel umfasst und mit einem verstärkten Angriffsflügel geschlagen wurde. Als Musterbeispiel für die schiefe Schlachtordnung gilt die Schlacht bei Leuthen (1757), in der die Preußen die Österreicher vernichtend schlugen, bei einem Kräfteverhältnis von 29.000 zu 66.000 Mann. Bei den Schlachten von Kolin (1757) und Kunersdorf (1759) hingegen unterlagen die Preußen, weil der Gegner den Aufmarsch zur schiefen Schlachtordnung erkannte und rechtzeitig den bedrohten Flügel verstärkte und auch in diesen Fällen über deutlich mehr Truppen verfügte.
Die französischen Revolutionsheere benutzten eine flexiblere Taktik, eine Mischung der Lineartaktik mit der Kolonnentaktik, bei der die Truppen in Kolonnen manövrierten und Angriffe sowohl in massierten Kolonnen, als auch in Linien vorgetragen wurden. Diese Taktik wurde auch von Napoleon verwendet. Im Zuge der Preußischen Reformen wurde sie auch Standard in der Preußischen Armee.
Die starren Formationen der Linear- und Kolonnentaktik wurden durch technologische Veränderungen im 19. Jahrhundert nachteilig. Gezogene Gewehre mit Minié-Geschossen und Hinterlader sowie verbesserte Artilleriegeschütze erhöhten die Treffgenauigkeit, Reichweite und Feuergeschwindigkeit der Heere. Trotzdem blieben die Linear- und Kolonnenformationen vorerst weiter oft taktischer Standard, so zum Beispiel im Sezessionskrieg und auch im Deutsch-Französischen Krieg. In Preußen wurden die starren Formationen erst 1888 durch lockerere Schützenschwärme abgelöst.